# Ibi (Spanien)
Ibi ist eine spanische Stadt in der Autonomen Region Valencia und der Provinz Alicante. Die Stadt liegt 37 km nördlich von Alicante an der Costa Blanca. Ibi hat 24.210 Einwohner (Stand: 2024). 

## Festa dels Enfarinats
Es ist berühmt für seinen Tag der Unschuldigen am 28. Dezember, einen humoristisch nachgespielten Putsch, der auch als Festa dels Enfarinats bekannt ist. Dabei handelt es sich um einen Brauch, der dort seit über 200 Jahren währt und einerseits ein großes Volksfest beinhaltet, andererseits dazu dient, Spenden für wohltätige Zwecke zu sammeln (bei Banken und Geschäften werden Steuern eingetrieben). Die sogenannten Rebellen bezeichnen sich als „Els Enfarinats“ (dt. Die Eingemehlten). Sie erobern buntverkleidet und mit Mehl, Eiern, Knallfröschen etc. bewaffnet die Stadt, wobei sie allerlei lächerliche Gesetze verkünden, Strafgelder eintreiben, den Bürgermeister absetzen und sich mit ihren Gegnern, der Gruppe „La Oposicio“, herumbalgen. Am Ende des Tages wird das abgepresste Geld an gemeinnützige Organisationen verteilt. Der Brauch war unter der Diktatur Francisco Francos verboten und wurde 1981 wiederlelebt.

## Wirtschaft und Tourismus
Gemeinsam mit den angrenzenden Orten Onil und Castalla bildet Ibi das Zentrum der spanischen Spielwarenindustrie. Seit 1990 gibt es in Ibi das Spielzeugmuseum Museo Valenciano del Juguete.

## Persönlichkeiten
- Javier Mirón (* 1999), Mittelstreckenläufer